# Spatulosia griveaudi
Spatulosia griveaudi är en fjärilsart som beskrevs av De Toulgoët 1972. Spatulosia griveaudi ingår i släktet Spatulosia och familjen björnspinnare. Inga underarter finns listade i Catalogue of Life.